# Droga krajowa B252 (Niemcy)
Droga krajowa B252 (niem. Bundesstraße 252) – niemiecka droga krajowa przebiegająca w całości w granicach krajów związkowych Hesja oraz Nadrenia Północna-Westfalia. Liczy 160 km i łączy Blomberg z Diemelstadt. 